# Жінка-змія (збірка)
«Жінка-змія» — збірка повістей Валерія Шевчука, що побачила світ 1998 року. До неї входять три повісті — «Горбунка Зоя», «Жінка в блакитному на сніговому тлі» та «Жінка-змія». Усі повісті пов'язані мотивом демонічної фемінності, опозицією до якої є пересічна маскулінність — у кожній повісті жінка зображена спокусницею і відьмою, а чоловік — її жертвою: загалом для творчості Валерія Шевчука характерними є образи жінок, котрі володіють містичною, чарівницькою силою, яку застосовують проти чоловіків. У цих образах виступають «фатальні жінки», які обов'язково роблять чоловіка нещасним, чарами схиляючи до статевих стосунків. Такими є жінка-змія, дівчина-птах, дівчата-ткалі, горбунка Зоя, Муся та ін.

## Повість «Горбунка Зоя»
Сімона де Бовуар писала, що «жінка минулих часів, не будучи сильнішою фізично, могла вселяти страх у чоловіків завдяки чарівництву, зокрема відьмацтву», а ще могла закохати в себе з метою подальшої вагітності. Це ми бачимо і у «Горбунці Зої», яка є фатальною жінкою і сукупним образом демонічних жінок, які з'являлися у творчості Валерія Шевчука:
- богиня («Поводилася вона зовсім не як упосліджена почвар, а як богиня», «Прегарне обличчя її сяяло, мов у богині»[2])
- змія («Й очі її так само блищали, ніби бляшки, які мали на мене, а може, і на хлопців, дивний магнетичний вплив — мені здавалося, що так блищать очі змії, коли вона гіпнотизує жертву», «Кинувся до неї, а вона звинно і легко, як змія чи вуж, прослизнула у темряву»[2])
- павучиха («Випадало, що ми всі якось дивно потрапили на гачки горбунки Зої, усіх вона знепокоїла, і всі ми борсались у якійсь сітці, сплетеній із обриження та захоплення», «Тіло в того обличчя було павуче, роздуте, з величезним животом і тонкими, ніби стебла, руками й ногами, власне, лапами», оповідач був «Припнутий павутинням чи волоссям серед кімнати»[2])
- відьма («Вона вам голови крутить, а ви казитесь», «Да то вєдьма! Недарма вона на вінику літає»[2])

Цей образ створений на дисонансі, дуалізмі прекрасного і потворного — «Ще раз уразився з її краси й потворності, так дивно змішаних». Вона йшла завжди попереду чоловіків, тріумфуючи після їхнього усамітнення, і слова скривджених не вимагали додаткового підтвердження — «Коли тобі цікаво, знай: я був брутально, брутально зґвалтований. Утяв?» — каже один із персонажів, котрого спокусила Зоя.
Зоя викликає страх у чоловіків та ревнощі у жінок. Вона ж сама «не тільки покористувалася нами, як племінними бугаями, щоб завагітніти, але по-своєму зненавиділа нас» і зрештою, «Вона хотіла дитини, а не чоловіка. Мети своєї вона досягла». Автор неодноразово вказує, що «бачив у горбунці Зої образ Смерті». Вона була «Красіва, як сатана», «А йшла особливо: гінко, сміливо, при цьому вся постать її виточувала якусь енергію — не було в ній скованості, а якась виклична виказність, ніби спеціально виставлялася: дивіться, мовляв, я отака!». Кожному, з ким мала статеві стосунки, приносила лише нещастя — вона руйнує долі (хоча насправді кожен герой руйнує свою долю сам, Зоя є лише таким собі каталізатором).

Григорій Грабович, аналізуючи кохання з відьмами у літературі в цілому і повість «Горбунка Зоя» зокрема, зазначає:
«Спрацьовує сильна гіпердетермінована логіка: завдяки красі-потворності Зоя стає принадливою (тобто вразливою? іншою? маргінальною?), а відтак сексуальною. Поєднання зовнішності та сексуальності робить її відьмою. Вияви її сексуальності, природа різних сексуальних контактів, їхні ефекти, і зокрема її остання поява як потворної старої машкари — все це підкреслює її фізичність, її монструальність, і цупко пов'язує це з її відьомством. Немає сумніву, що все це — низка чоловічих проєкцій, зумовлених великою (передусім сексуальною) невпевненістю, браком людського співчуття й однозначною культурною закодованістю. Але знаменно також, що розповідь не подає ані альтернативної перспективи, ані якоїсь іронічної противаги. Вона лише переповідає історію про втрату невинності, про важкий і по суті ніким, — за виїмком, може, тільки самого оповідача, — не осягнений перехід до зрілості. Проте ця перспектива дозрілої людини не кристалізується, наративно ніколи насправді не постає. Зоя подається через юнацький, якийсь самоствердно-інфантильний погляд, що потім плавно переходить у традиційне, стереотипне жінконенависництво. Наприкінці вона постає як монструальна машкара, покалічена на лиці (буцімто жінкою, чоловіка якої вона хотіла звести). Цьому немає причини, як немає внутрішньої причини того, що Зоя — горбунка: її горб є фактом природи, але він не має психологічного резонансу або будь-якого глибшого осмислення в плетиві твору. Найважливіше, мабуть, те, що мотивація її відьомської поведінки, гіпнотично-сексуального заманювання молодих чоловіків виявляється зрештою чимось цілком банальним, тобто нормальним. В останньому розділі це й сказано зовсім прямо: „…мотиви поведінки горбунки Зої були прості, не суперсексуальні і не містичні — вона хотіла дитини, а не чоловіка. Мети своєї вона досягла“. І, до речі, використала чотирьох молодиків і задля певності, і щоб ні один не знав, хто — батько. В суспільстві, яке Шевчук представляє — тобто не тільки маломістечкової України з його художнього простору, але цілої країни — це й справді зовсім „нормальна“, тобто звична стратегія багатьох жінок, про яку, одначе, якщо й говориться, то тільки нишком. Шевчукова повість віддзеркалює найелементарнішу чоловічу версію цього явища — демонізацію. Кажучи узагальнено, відьма — це сексуально принадлива жінка, яка хоче бути незалежною. Від чоловіків. На думку чоловіка, цього досить, аби заслужити горба.»

## Повість «Жінка-змія»
Сюжет повісті «Жінка-змія» — взаємини між героєм і жінкою-змією, в основі якого лежить давня причорноморська легенда про стосунки Геракла та змієногої діви, прародительки скіфів. Письменник акцентує увагу на зооантропоморфному вигляді своєї героїні, про що свідчить ряд постійно повторюваних паралелей (поява жінки зумовлює появу змії і навпаки, неможливість розгледіти її обличчя), а також кульмінаційний епізод спокуси, коли вона з'являється в образі змії, а потім перетворюється на жінку. Жінка-змія не мала обличчя (воно постійно у тіні, у той час як тіло світиться) — для спокуси їй достатньо було тіла. Герой відчуває, що зустріч із цією жінкою «не віщувала нічого доброго». «Однак очі мої мені не наежали, вони їли, незалежно від волі моєї, ті пишні, й тремтливі, й осяйні перса, ніби були прив'язані (…) Жах і досі не виходив із тіла (…), в мені почав запалюватися вогонь збудженого чоловічого єства».
Автор поступово показує надлюдські (нелюдські, якщо точніше) можливості жінки-змії — вона наділена здатністю з'влятися-зникати («(…)раптом розчинилася на очах, ніби впливла в того куща і пропала. (…) я кинув погляд на пісок, по якому особа йшла: на ньому не залишилося жодного сліду»), може ходити по воді. Героїня втілює природну стихію: перше, на що звертає увагу герой, розглядаючи її, — це природна грація, цілком відмінна від вишколу моделей. Однак метою зовнішності жінки і не було вразити красою, натомість вона мала показати тілом плодючість — звідси і «квадратні стегна», і «великі й пишні перса». А метою її розмов було завоювання прихильності чоловіка-інтелігента (для Шевчукових творів досить типовий персонаж), котрий принципово не зацікавлений жінками. Котрий оминає жінок і навіть радіє, що вони оминають його так само. Цей чоловік взагалі не надто любить людей, вбачаючи в них щось на кшталт галасу чи сміття, від якого треба відгороджуватися. Отож цей оповідач вирушає порибалити й зустрічає жінку, що нагадує йому раніше бачену тут змію. Роздягшись, мовби спеціально для оповідача, жінка плаває перед ним, а вночі приходить до його намету і спокушує на ніч динамічного (й демонічного) кохання. Завойована прихильність є умовою симпатії, без якої унеможливлюється сам статевий акт.
Змієнога діва — це автохтонне божество нижнього світу, у зміїній атрибутиці якого легко прочитується визнаний більшістю дослідників зв'язок з водою, землею, родючістю і ширше — жіночою животворчою силою. Вона завжди з'являється біля води (змії, як правило, хранительки джерел і водоймищ) і, зокрема, там, де немає проходу для звичайної людини (багниста місцина). У повісті жінка-змія сидить на дереві над водою, що символізує поєднання двох начал: чоловічого (дерево) і жіночого (змія), — у міфології це прообраз Адама і Єви. Це значення увиразнюється в тексті присутністю водної стихії як животворного начала.